# 沈兆甲
沈兆甲（？—？），號师阳，福建漳州府漳浦县军籍。明朝政治人物。

## 生平
天啓元年（1621年）辛酉科福建鄉試舉人，天啓二年（1622年）壬戌科進士。授香河县知县，性喜读书，不耐吏治，莅任一载，告病回籍。

## 家族
父沈油然，万历十年举人。